# Пасхальный букет

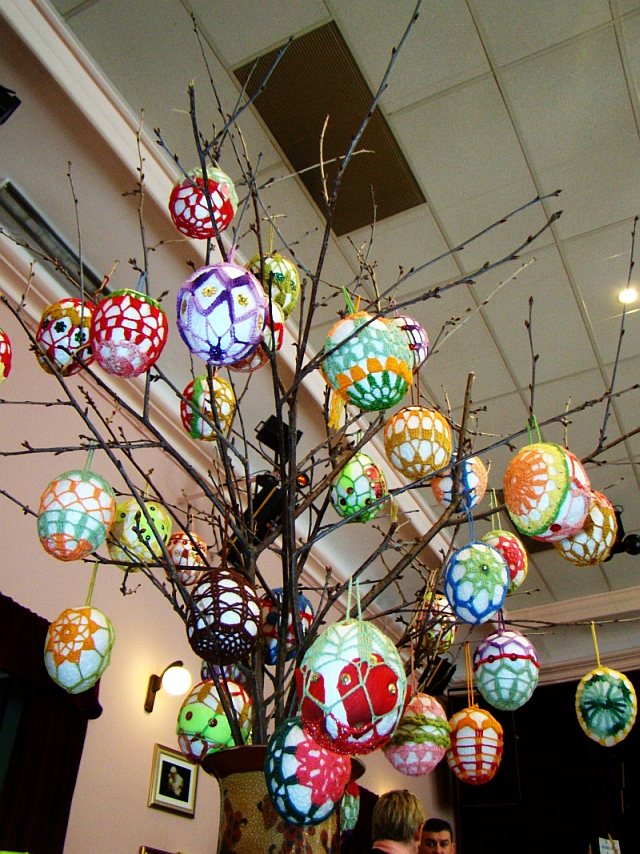
Пасхальный букет

Пасхальный букет (нем. Osterstrauß) — украшение пасхального праздничного стола, традиционное для немецкоязычных регионов Европы. Пасхальный букет составляют из свежесрезанных веток деревьев (вербы, ивы, самшита), которые пускают листья при комнатной температуре и олицетворяют пробуждение жизни на Пасху. Их украшают разноцветными лентами, яблоками и раскрашенными полыми или деревянными яйцами. По данным Алленбахского института демоскопии на 2006 год, три четверти женщин в Германии обязательно украшали дом на Пасху пасхальным букетом.